# 7012 Hobbes
7012 Hobbes è un asteroide della fascia principale. Scoperto nel 1988, presenta un'orbita caratterizzata da un semiasse maggiore pari a 2,3119775 au e da un'eccentricità di 0,1318057, inclinata di 7,18531° rispetto all'eclittica.
L'asteroide è dedicato al filosofo britannico Thomas Hobbes.